# Acord alterat
 En música, un acord alterat és un acord en què una o més notes de l'escala diatònica se substitueixen per un to veí de l'escala cromàtica. D'acord amb la definició més àmplia, qualsevol acord amb un to d'acord no diatònic és un acord alterat, mentre que l'ús més senzill d'acords alterats és l'ús d'acords prestats, els acords prestats en tonalitat paral·lela i l'ús de dominants secundàries (el més comú). Tal com explica Alfred Blatter, "Un acord alterat es produeix quan un dels acords estàndard i funcionals se li dona una altra qualitat mitjançant la modificació d'un o més components de l'acord".
Per exemple, es poden utilitzar notes alterades com a tons principals per emfatitzar els seus veïns diatònics. Contrasteu això amb les extensions d'acord: En l'harmonia del jazz, l'alteració cromàtica és l'addició de notes que no estan a l'escala o l'expansió d'una progressió (d'acords) afegint acords no diatònics addicionals. Les tècniques inclouen la progressió II-V-I, així com el moviment per mig pas o una tercera menor.
Els cinc tipus més habituals de dominants alterades són: V+, V7♯5 (ambdues quintes elevades), V♭5, V7♭5 (ambdues quintes rebaixades) i Vø7 (quinta i tercera baixada).

## Acord de sèptima alterat
Un acord de sèptima alterat és un acord de sèptima amb una o totes les seves notes elevades o rebaixades per un semitò (alterat). Per exemple, el setè acord augmentat (7+ o 7 + 5) amb un cinquè augmentat (C7+5: C – E – G♯ – B♭). Les notes més habituals per ser alterades són la quinta, la novena i la tretzena. Totes les dominants secundàries són acords alterats. En la música clàssica, la quinta augmentada és més comuna que la quinta rebaixada.

## Acord de dominant alterat
Un acord de dominant alterat és "una tríada dominant d'un acord de sèptima que conté un cinquè elevat o rebaixat i, de vegades, un tercer rebaixat". Segons Dan Haerle, "Generalment, els dominants alterats es poden dividir en tres grups principals: el 5è alterat, el 9è alterat i el 5è i el 9è alterats". Aquesta definició permet de tres a cinc opcions, incloent-hi l'original: 
| - C 7 : C – E – G – B ♭ - C 7♭5 : C – E – G ♭ –B ♭ - C 7♯5 : C – E – G ♯ –B ♭ - (C ø 7 : C – E ♭ –G ♭ –B ♭) - (Cm 7♯5 : C – E ♭ –G ♯ –B ♭) |  | { \override Score.TimeSignature #'stencil = ##f \relative c' { \clef treble \time 4/4 \key c \major \textLengthOn <c e g bes>1_\markup { \concat { "C" \raise #1 \small "7" } } <c e ges bes>_\markup { \concat { "C" \raise #1 \small { "7(♭5)" } } } <c e gis bes>_\markup { \concat { "C" \raise #1 \small { "7(♯5)" } } } <c es ges bes>_\markup { \concat { "C" \raise #1 \small { "ø7" } } } <c es gis bes>_\markup { \concat { "Cm" \raise #1 \small { "7(♯5)" } } } } } |

Alfred Music ofereix nou opcions per a dominants alterades, les quatre últimes de les quals contenen dues alteracions cadascuna:
| - C 7 : C – E – G – B ♭ - C 7♭5 : C – E – G ♭ –B ♭ - C 7♯5 : C – E – G ♯ –B ♭ - C 7♭9 : C – E – G – B ♭ –D ♭ - C 7♯9 : C – E – G – B ♭ –D ♯ - C 7♭5♭9 : C – E – G ♭ –B ♭ –D ♭ - C 7♯5♯9 : C – E – G ♯ –B ♭ –D ♯ - C 7♭5♯9 : C – E – G ♭ –B ♭ –D ♯ - C 7♯5♭9 : C – E – G ♯ –B ♭ –D ♭ |  | { \override Score.TimeSignature #'stencil = ##f \relative c' { \clef treble \time 4/4 \key c \major \textLengthOn <c e g bes>1_\markup { \concat { "C" \raise #1 \small "7" } } <c e ges bes>_\markup { \concat { "C" \raise #1 \small { "7(♭5)" } } } <c e gis bes>_\markup { \concat { "C" \raise #1 \small { "7(♯5)" } } } <c e g bes des>_\markup { \concat { "C" \raise #1 \small { "7(♭9)" } } } <c e g bes dis>_\markup { \concat { "C" \raise #1 \small { "7(♯9)" } } } } } · { \override Score.TimeSignature #'stencil = ##f \relative c' { \clef treble \time 4/4 \key c \major \textLengthOn <c e ges bes des>1_\markup { \concat { "C" \raise #1 \small { "7(♭5♭9)" } } } <c e gis bes dis>_\markup { \concat { "C" \raise #1 \small { "7(♯5♯9)" } } } <c e ges bes dis>_\markup { \concat { "C" \raise #1 \small { "7(♭5♯9)" } } } <c e gis bes des>_\markup { \concat { "C" \raise #1 \small { "7(♯5♭9)" } } } } } |

El pianista Noah Baerman escriu que "El punt de tenir una nota alterada en un acord dominant és crear més tensió (donant lloc a una resolució corresponent més potent)."

## Acord alterat
Al jazz, el terme acord alterat, assenyalat com a acord alt (exemple: G 7alt), es refereix a un acord dominant, en el qual o la quinta o la novena estan alterades (és a dir, on la quinta i la novena estan elevades o rebaixades per un sol semitò o estan omeses).